# The Stranger (film, 1910)
Pour les articles homonymes, voir The Stranger.
Pour plus de détails, voir Fiche technique et Distribution.
The Stranger est un film américain réalisé par Sidney Olcott, sorti en 1910 avec Gene Gauntier et Robert G. Vignola dans les rôles principaux.

## Fiche technique
- Titre original : The Stranger
- Réalisateur : Sidney Olcott
- Photographie : George Hollister
- Société de production : Kalem Company
- Pays de production : États-Unis
- Lieu de tournage : Jacksonville (Floride)
- Format : Noir et blanc — 35 mm — 1,37:1 — Muet
- Genre : Film dramatique
- Métrage : 306 mètres
- Durée : 10 minutes
- Dates de sortie :
  - États-Unis : 30 décembre 1910 (New York)
  - Royaume-Uni : 9 mars 1911 (Londres)

## Distribution
- Gene Gauntier
- Robert G. Vignola

## Lieu de tournage
- Le film est tourné à Jacksonville en Floride[réf. souhaitée].